# Rivière du Diable
Der Rivière du Diable (französisch für „Teufels-Fluss“) ist ein linker Nebenfluss des Rivière Rouge in der Verwaltungsregion Laurentides der kanadischen Provinz Québec.

## Flusslauf
Der Fluss hat seinen Ursprung im Lac du Diable in den Laurentinischen Berge.
Er verläuft im Parc national du Mont-Tremblant in südlicher Richtung. Dabei durchfließt er eine Reihe kleinerer Seen und überwindet mehrere Stromschnellen, darunter den Chute du Diable und die Chutes Croches. Der Rivière du Diable weist zahlreiche enge Flussschlingen auf. Er erreicht schließlich die Kleinstadt Mont-Tremblant. 7 km nördlich seiner Mündung in den Rivière Rouge kreuzt ihn die Nationalstraße Route 117. Der Fluss hat eine Länge von 70 km. Er entwässert ein Areal von etwa 1165 km².

## Gedeckte Brücken
Die gedeckte Brücke Pont Prud’homme überspannt 2 km oberhalb der Mündung den Rivière du Diable.